# Handroanthus serratifolius
Handroanthus serratifolius är en katalpaväxtart som först beskrevs av Vahl, och fick sitt nu gällande namn av S.O. Grose. Handroanthus serratifolius ingår i släktet Handroanthus och familjen katalpaväxter. Inga underarter finns listade i Catalogue of Life.

## Bildgalleri

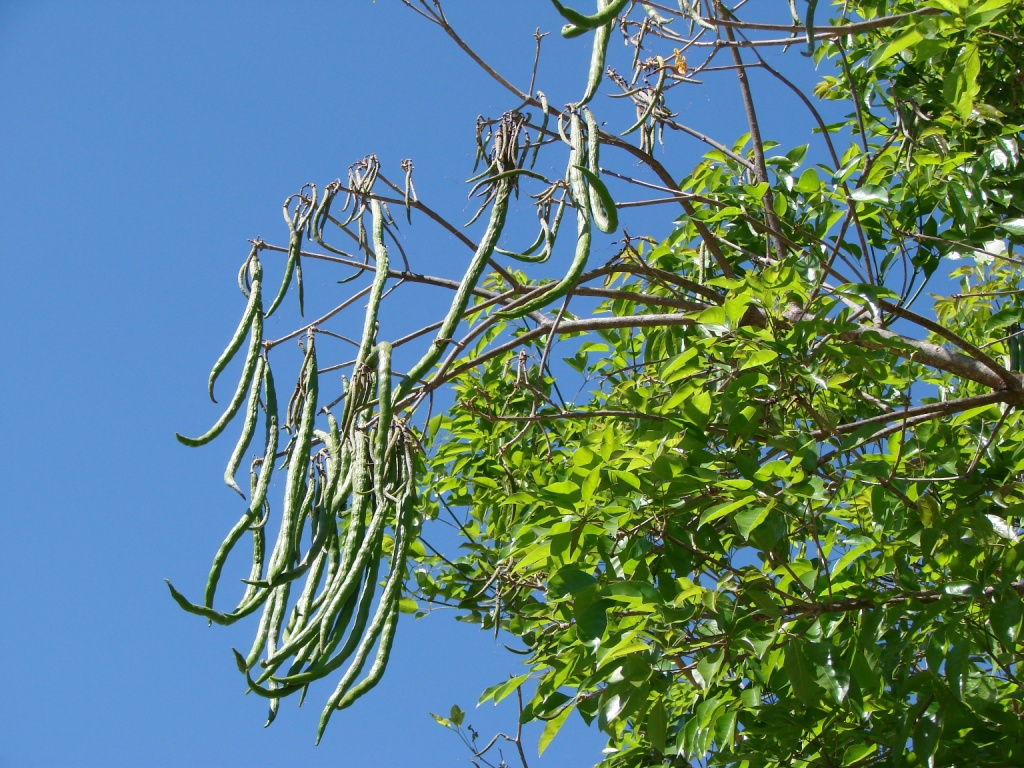
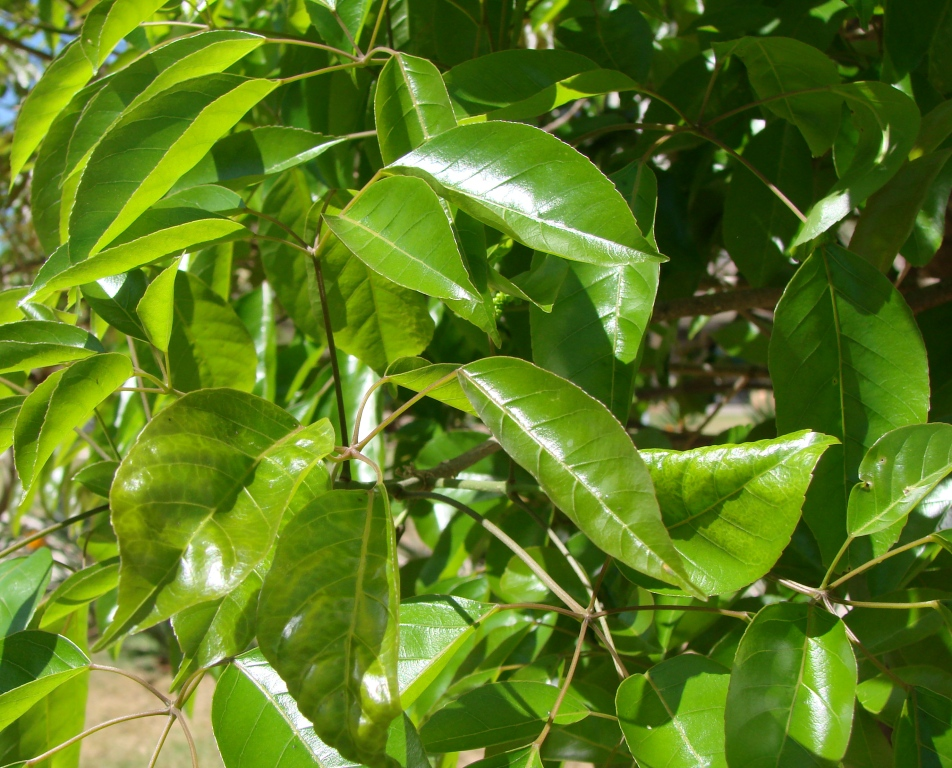
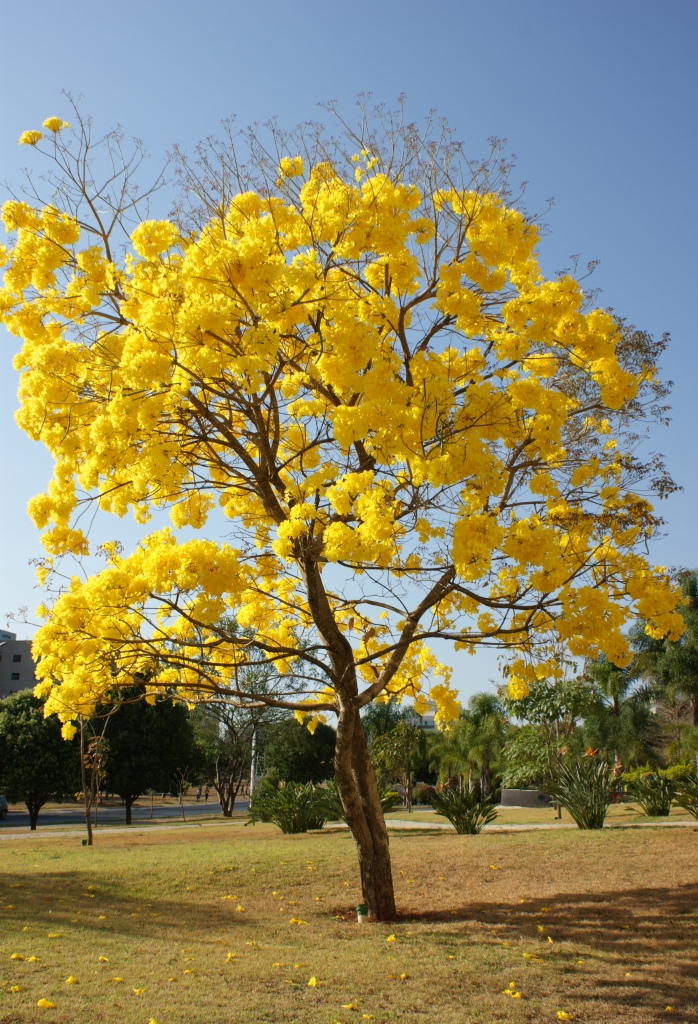
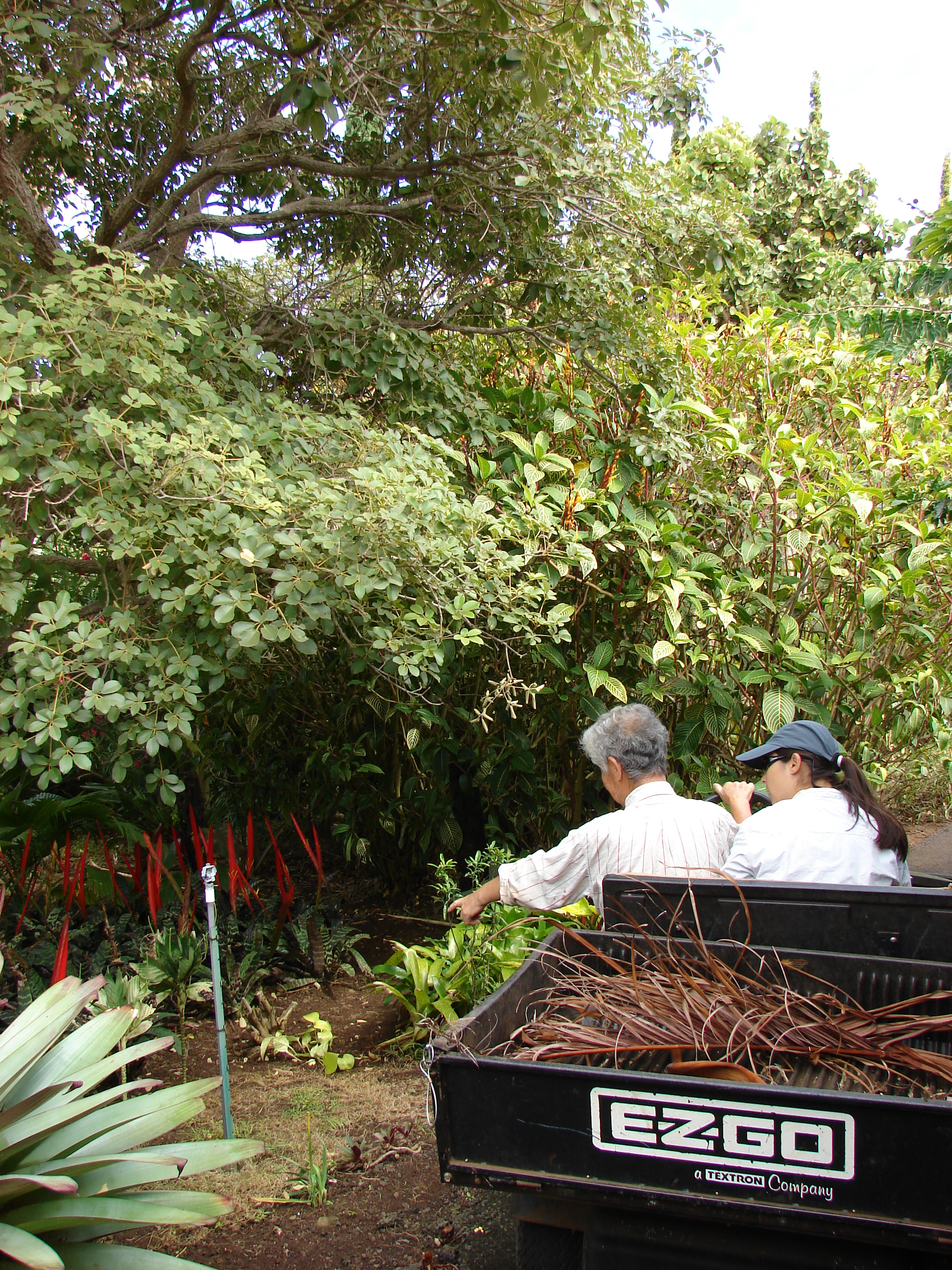
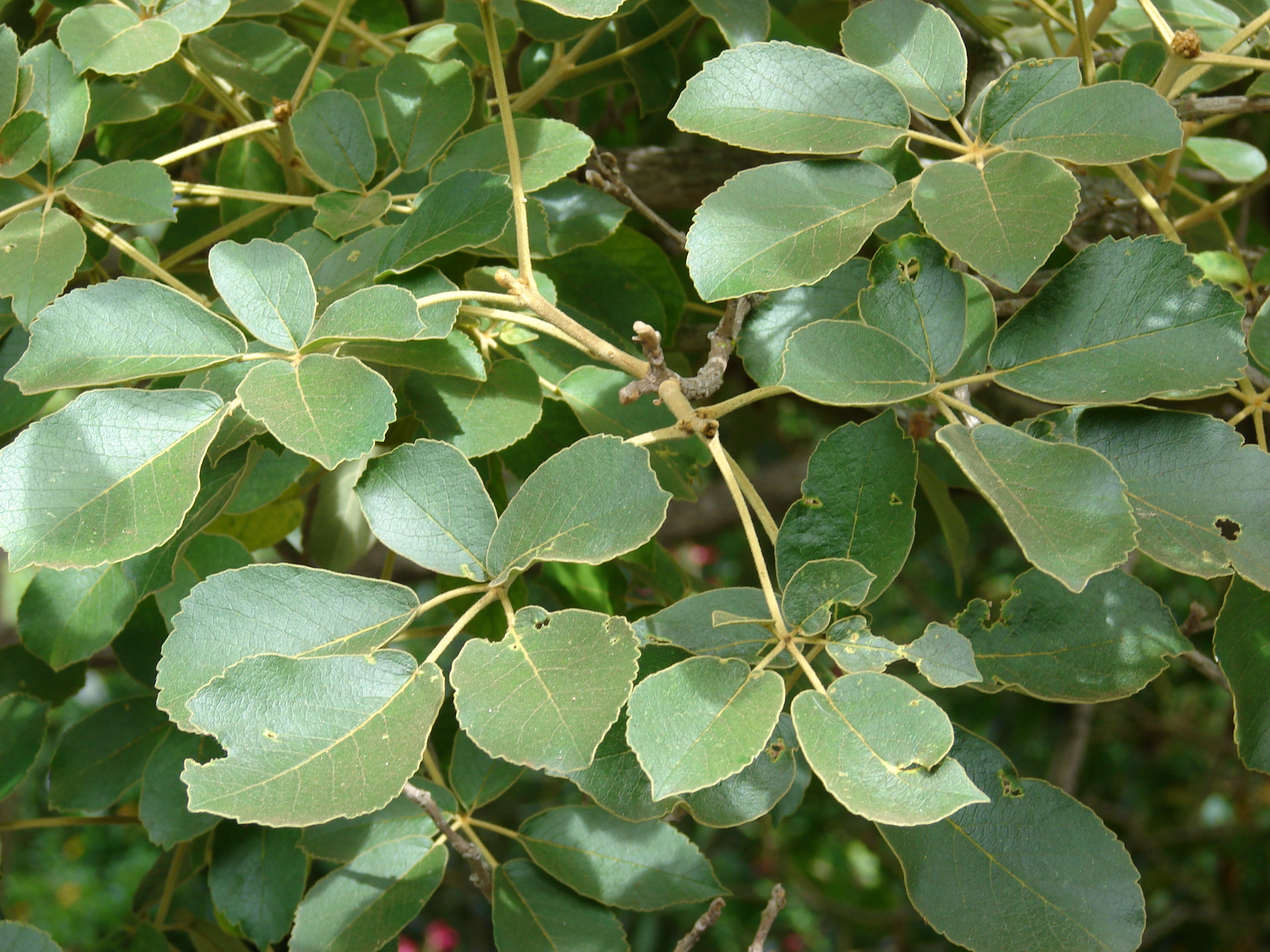
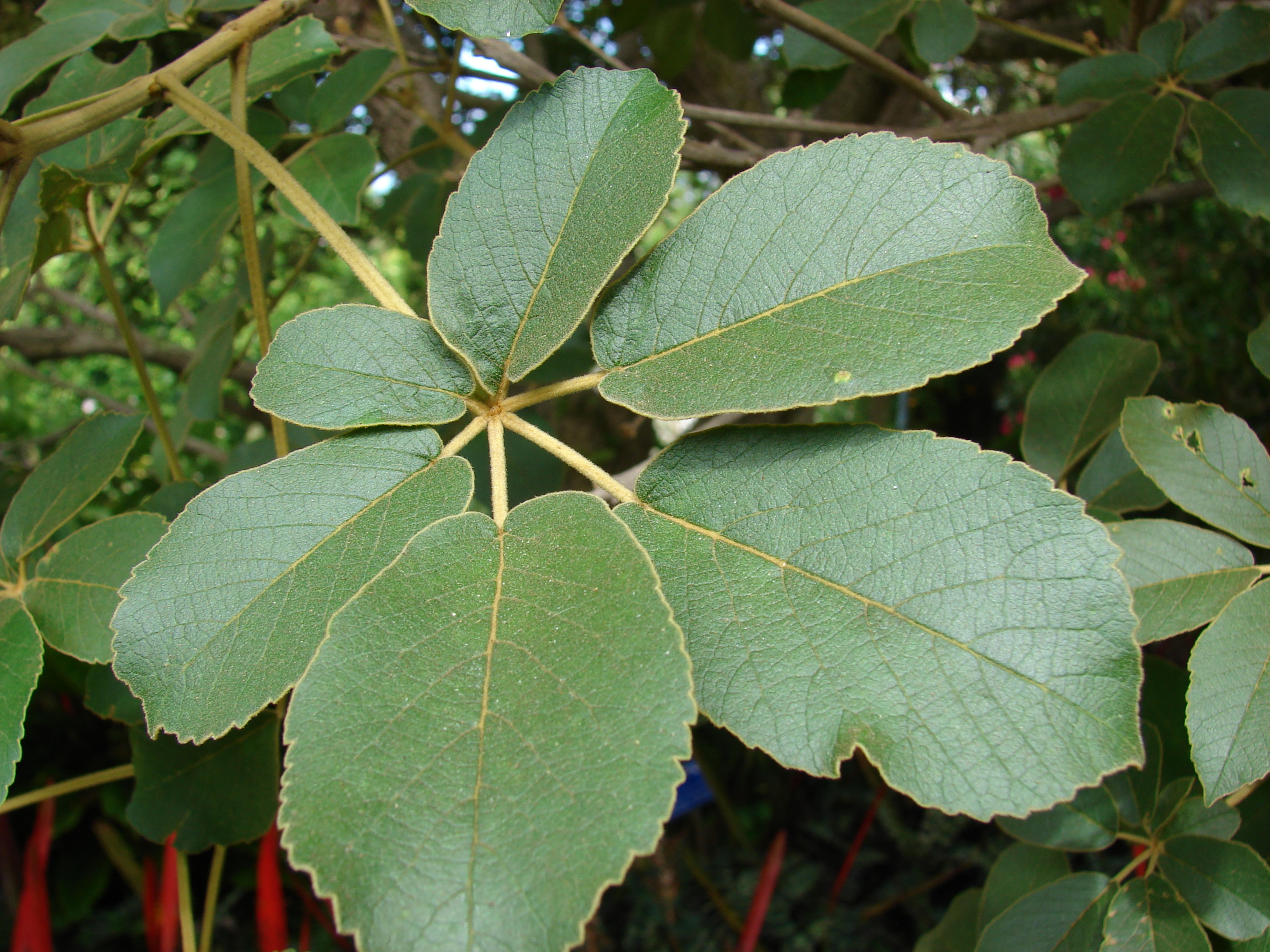